# Saori Obata
Saori Obata (jap. 小畑 沙織, Obata Saori; * 23. April 1978 in Hokkaidō) ist eine ehemalige japanische Tennisspielerin.

## Karriere
Obata besuchte die Fujimigaoka-Oberschule in Shibuya, die mehrfach die nationalen Schul-Tennismeisterschaften der Mädchen gewann.
Ihr bestes Abschneiden bei einem Grand-Slam-Turnier war das Erreichen der dritten Runde; dies gelang ihr im Einzel 2003 bei den US Open und 2004 bei den Australian Open.
Zwischen 1999 und 2005 spielte sie 17 Partien (12 Siege) für die japanische Fed-Cup-Mannschaft. Zudem vertrat sie Japan bei den Olympischen Spielen 2004 im Einzel und im Doppel.
Am 1. Juni 2006 erklärte Saori Obata infolge einer Knieverletzung ihren Rücktritt vom Profisport.

## Turniersiege

### Doppel
| Nr. | Datum            | Turnier | Kategorie    | Belag             | Partnerin      | Finalgegnerinnen                | Ergebnis |
| --- | ---------------- | ------- | ------------ | ----------------- | -------------- | ------------------------------- | -------- |
| 1.  | 22. Februar 2003 | Memphis | WTA Tier III | Hartplatz (Halle) | Akiko Morigami | Alina Schidkowa Bryanne Stewart | 6:1, 6:1 |